# Protosynaema matutina
Protosynaema matutina är en fjärilsart som beskrevs av Alfred Philpott 1928g. Protosynaema matutina ingår i släktet Protosynaema och familjen Plutellidae. Inga underarter finns listade i Catalogue of Life.